# Кручина
Кручина (рос. Кручина) — станція Читинського регіону Забайкальської залізниці Росії, розташована на дільниці Заудинський — Каримська між станціями Атамановка (відстань — 17 км) і Нова (95 км). Відстань до ст. Заудинський — 582 км, до ст. Каримська — 63 км.